# Parfait Tic!
Parfait Tic! (べるぜバブ Pafe Chikku!?)es un manga shōjo japonés de Nagamu Nanaji. Fue publicado por Shueisha en Margaret del 2000 hasta el 2007, con un total de 22 volúmenes. La historia se desenvuelve alrededor de una chica y dos primos, y su triángulo amoroso.

## Historia
Fuuko (o Fuu-chan para los amigos) es una chica vivaz que comienza su primer año en la secundaria. Su vida fue puesta boca-abajo por la llegada de sus nuevos vecinos: los bishōnen primos, Daiya e Ichi.
Fuuko inicialmente se enamora del mujeriego de Daiya. Pero desafortunadamente, su primer amor es un amor no correspondido, cuando Daiya le dice que no sabe los que es sentirse "enamorado". Sufriendo por su primer amor, inesperadamente recibe el soporte de Ichi. A pesar de que Ichi se mira frío, en realidad Ichi está enamorado de Fuuko. Los dos comienzan a pasar más y más tiempo juntos, hasta que Fuuko descubre que tiene sentimientos hacia Ichi. Pero una mujer del pasado de Ichi aparece. Iori-san trabaja con anterioridad para la compañía de los Shinpo. Y tiempo atrás Ichi se había enamorado de ella (a pesar de que tenía un novio, y que ella fuera unos años mayor que él). Su amor ciego era lo suficientemente grande para preocupar a sus padre, quienes la despidieron. Ahora que está de regreso en su vida, los sentimientos de Ichi hacia ella regresan. Ni siquiera su relación con Fuuko podría disminuir su necesidad de estar con Iori. Fuuko no lográ lidíar con esto, y toman caminos separados. Fuuko tiene el corazón roto de nuevo, pero está vez el dolor es más insoportable. Su amor por Ichi era mucho más serio que su enamoramiento por Daiya. Irónicamente, es Daiya quien le da su apoyo en esos tiempos difíciles. Ichi pasa su tiempo libre con Iori, y Daiya trata su mejor esfuerzo para distraer a Fuuko. Lentamente, Daiya comienza a entender lo que se siente estar enamorado, al tiempo que se enamora de Fuuko. Pero ella no puede corresponderle, porque no había logrado superar lo de Ichi. En año nuevo, Daiya le pregunta a Fuuko si quiere comenzar a salir con él, lo cual ella acepta. 
Para mientras, Ichi se despide de Iori, cuando al fin se da cuenta de que ella solo lo mira como su hermano pequeño, y que ella realmente solo ama a su novio. Fuuko y Daiya están llevándose muy bien como pareja, a pesar de que Fuuko a veces se recuerda de Ichi, y de su amor perdido por él. En el volumen 14, Fuuko estaba hablando con Ichi cuando cae sobre él, y se besan accidentalmente. A pesar de que la única persona que vio el incidente, fue la amiga de Fuuko, Fuuko está tremendamente preocupada por si Daiya descubre el incidente, y no logra agarrar el valor para decirle ella misma. Al final decide ir a ver a Ichi y rogarle para que no le diga nada a Daiya de lo ocurrido. Ichi acepta, pero los primos tienen un malentendido, que lleva a Daiya a pensar que algo paso entre Fuuko e Ichi. Finalmente, Daiya confronta a Fuuko y le pregunta por qué no le dijo desde el principio. Más tarde, ellos tienen una pelea y no se dejan de hablar. La siguiente noche, Fuuko sale por su ventana y mira a Ichi. Comienzan a hablar, pero conforme la plática seguía Daiya los observaba. Se esconde tras un carro y llega a la conclusión, que Fuuko todavía tiene sentimientos por Ichi. Al siguiente día, Daiya le pregunta a Ichi si hay algún sentimiento romántico entre él y Fuuko, lo cual causa una pelea entre ellos dos. Después, mientras Daiya estaba trabajando, es arrollado por un carro e ingresado en un hospital. Para mientras, Fuuko está haciendo una gorra tejida para Daiya. Aunque en el momento Fuuko no sabe acerca del accidente, pronto se entera y se encamina hacia el hospital con la gorra tejida. A Daiya lo encuentran bien, pero rápidamente se enoja con Fuuko acusándola tener aún sentimientos por Ichi. Fuuko le tira la gorra tejida y le dice que a ese punto no sabe cuales son sus sentimientos, pero cuando estaba haciendo la gorra lo único que pensaba era en él. Pero ella no se percata que la abuela y la hermana menor de Ichi y toda la gente del hospital la estaban viendo, Daiya se pone muy feliz por eso y le dice que ella es la única.

## Personajes
- Fuuko Kameyama:

Es uno de nuestros personajes principales, le encanta jugar con los niños, hacerse diferentes estilos en su pelo, que pueden resultar inusuales y complicados. Se siente insegura acerca de su apariencia, especialmente cuando es comparada con Ichi y daiya. Tuvo que tomar lecciones de natación con Ichi para pasar su clase de educación física.
Al principio, Fuuko tenía un enamoramiento con Daiya, pero Daiya le rechazo de la manera más gentil que pudo. Ichi le ayudó a sanar sus heridas, y ella se enamora realmente de él, pero al mismo tiempo Daiya se estaba enamorando de ella.
- Ichi Shinpo:

El frío presidente de clases, que es primero en los exámenes escolares, aunque es tímido y a veces muy altivo. Aunque en realidad si lo llegas a conocer, es una persona muy cariñosa. Trabaja medio tiempo en un restaurante. No es bueno en los quehaceres del hogar. Pésimo en el dibujo. Le tiene miedo a los perros y a las casas embrujadas. Es bastante callado pero se comporta de manera diferente cuando Fuuko está cerca.
Fuuko estaba enamorado de Ichi, pero ella terminó las cosas con él, debido a su inhabilidad de dejar ir los sentimientos que tenía por Iori. Aunque el sigue enamorado de Fuuko, Fuuko ahora esta saliendo con Daiya. Pero, parece estar abierto a la idea de separarlos.
- Daiya Shinpo:

Un mujeriego suelto y feliz. No muy académico, pero gana el corazón de todos con su carácter en especial. Acostumbraba a salir con muchas chicas al mismo tiempo, pero dejó de hacerlo después que rechazó a Fuuko. A veces da actuaciones sorpresa como cantante en un dúo llamado "Los hermanos F" con Issochi.
Comenzó a salir con Fuuko después de ganarse de nuevo ciertos sentimientos hacia él, pero es inseguro acerca de la relación de ellos dos, porque sabe que Ichi sigue enamorado de Fuuko, y que Fuuko realmente amo a Ichi.
- Iori:

21 años. Solía trabajar para la empresa familiar de los Shinpo, pero fue despedida al tiempo cuando los Shinpo descubrieron el enamoramiento de Ichi hacia ella. Ella tiene un novio que generalmente está ocupado en el trabajo. Se soporta en Ichi para que la haga sentir mejor. El confundió ese amor, pero ella realmente piensa en él como un hermanito menor.
- Mako Oobayashi:

Amiga y compañera de clase de Fuuko.
- Chiso Komori:

Amiga y compañera de clase de Fuuko.
- Akio-sempai:

Ella pretende ser hermosa, elegante y refinada pero realmente es muy parecida a Fuuko. Está en el club de tenis. Al principio ella solo estaba usando a Fuuko para acercarse a Daiya, pero fue rechazada por él. Y una verdadera amistad comenzó entre ella y Fuuko. Comenzó a salir con Isoochi.
- Isobe Satoshi:

Compañero de clase de Daiya. Daiya malinterpreta las cosas, y cree que Fuuko está enamorado de él, y trata de que salgan juntos. Después de ser rechazado por Fuuko, pone sus ojos en Akio-sempai, y su relación comienza a progresar de manera lenta. Toca la guitarra en "Los hermanos F".
- Misora Kameyama:

La hermana mayor de fuuko. trabaja como mangaka, y usualmente está vestida de manera desgarbada y confortable. Aunque realmente es muy bella cuando se arregla. Todavía vive con sus padres, y generalmente llama a Fuuko y a los primos Shinpo por ayuda(e inspiración) cuando tiene problemas para llegar a sus plazos.
- Koto Shinpo:

La hermana menor de Ichi y su autoproclamada prometida. Quieres ser como él, y ha adaptado la misma actitud altiva y atractiva. Muy madura para ser de primer grado. No quería ir con sus padres por Ichi, y ahora vive con su abuela. No le agrada Fuuko por estar enamorada de Ichi, pero aun así piensa que Fuuko está mucho mejor que Iori.